# Мужское лето
«Мужское лето» (лит. Vyrų vasara) — советский фильм 1970 года снятый на Литовской киностудии режиссёром Марионасом Гедрисом.

## Сюжет
Литва. 1950 год. Сотрудники госбезопасности ликвидируют члена отряда «лесных братьев» Зигмаса Альиса. Его брат Альгис, очень похожий на Зигмаса, служит в МГБ. Чекисты пускают слух, что погиб Альгис, а Зигмас бежал. Альгис под видом брата внедряется в отряд националистов. Через свою невесту Альдону он передаёт сообщение о местонахождении отряда, но Альдона погибает на пути в город. Альгису удаётся сообщить о планируемой отрядом диверсии, и при разгроме отряда чекисты позволяют уйти его командиру «Монаху», вместе с которым Альгис бежит за границу, чтобы там внедриться в Западную разведку.

## В ролях
- Юозас Будрайтис — Альгис Альсис / его брат-близнец Зигмас
- Антанас Шурна — «Монах», командир отряда «лесных братьев»
- Бронюс Бабкаускас — Абарюс, доктор
- Миле Шаблаускайте — Аницета, медсестра
- Вайва Майнелите — Алдона, учительница
- Регимантас Адомайтис — Аугустинас, сельский учитель
- Гедиминас Карка — «Дядя», член отряда «лесных братьев»
- Джильда Мажейкайте — Ядвига, связная «лесных братьев»

В эпизодах:
- Аудрис Мечисловас Хадаравичюс — капитан Шерис
- Эдуардас Кунавичюс — майор органов госбезопасности
- Повилас Гайдис — провокатор
- Гедиминас Гирдвайнис — Владас, часовой
- Витаутас Канцлерис — «Ванагас», член отряда «лесных братьев»
- Гедиминас Пранцкунас — член отряда «лесных братьев»
- Пранас Пяулокас — член отряда «лесных братьев»
- Повилас Станкус — Эдвардас, член отряда «лесных братьев»
- Адольфас Вечерскис — член отряда «лесных братьев»
- Йонас Пакулис — член отряда «лесных братьев»
- Отонас Ланяускас — член отряда «лесных братьев»
- Владас Ауга — Вацис, агент органов госбезопасности
- Хенрика Хокушайте — работница почты

Фильм дублирован на русский язык на Киностудии им. М. Горького, режиссёр дубляжа Х. Локшина.

## Критика
Фильм занял 32-е место кинопроката СССР 1971 года, его посмотрели 13,7 млн зрителей.
Картина «Мужское лето» была воспринята как парафраз на тему фильма «Никто не хотел умирать», но уступал этому фильму, отмечалось, что при выборе детективного жанра реальный исторический фон «увлёк режиссёра-постановщика в русло социально-психологической драмы», при этом критика отмечала, что картина не стала повторением фильма «Никто не хотел умирать» — это самостоятельная картина, но, как писал журнал «Советский экран»: фильм «как бы застыл на перепутье между социальной драмой и откровенно приключенческой лентой».